# Инасаридзе, Георгий Моисеевич
Георгий Моисеевич Инасаридзе (груз. გიორგი ინასარიძე; 25 декабря 1920, Марелиси, Имеретия — 26 февраля 1984, Тбилиси) — советский лётчик-штурмовик, заместитель командира эскадрильи 683-го штурмового авиаполка (335-я штурмовая авиационная дивизия,
3-я воздушная армия, 3-й Белорусский фронт), Герой Советского Союза (1945).

## Биография
Родился 25 декабря в грузинской семье рабочего. Окончил неполную среднюю школу в городе Боржоми, затем работал электромонтёром.
В 1938 г. призван в Красную Армию. В 1940 г. окончил Одесскую военно-авиационную школу пилотов.
С июня 1941 года — в боях Великой Отечественной войны. Воевал в составе 6-го гвардейского штурмового авиационного Московского полка, 683-го штурмового авиаполка на Калининском, 1-м Прибалтийском и 3-м Белорусском фронтах.
Член КПСС с 1944 года.
К марту 1945 года старший лейтенант Г. М. Инасаридзе совершил 139 боевых вылетов, в которых уничтожил 30 танков, 10 БТР, 108 автомашин с грузом, 15 паровозов, 105 железнодорожных вагонов, свыше 30 батарей полевой и 13 батарей зенитной артиллерии, сотни гитлеровцев. 18 августа 1945 года присвоено звание Героя Советского Союза.
В 1945 году окончил Высшую офицерскую школу штурманов. До 1946 г. служил в ВВС.
В 1946 г. уволен в запас. В 1950 г. окончил Тбилисский филиал Московского юридического института, затем работал в органах МВД Грузинской ССР.
В 1951—1963 гг. вновь служил на командных должностях во Внутренних войсках МВД СССР. Уволившись в запас в звании полковника, проживал в Тбилиси.
Похоронен на Сабурталинском кладбище Тбилиси.

## Награды
- Медаль «Золотая Звезда» Героя Советского Союза (№ 7973; 18.08.1945);
- орден Ленина (№ 52423; 18.08.1945);
- три ордена Красного Знамени (1942, 1944, 24.04.1945);
- два ордена Отечественной войны 1 степени;
- орден Отечественной войны 2 степени (1943);
- орден Красной Звезды;
- медали.